# Escrevente extrajudicial

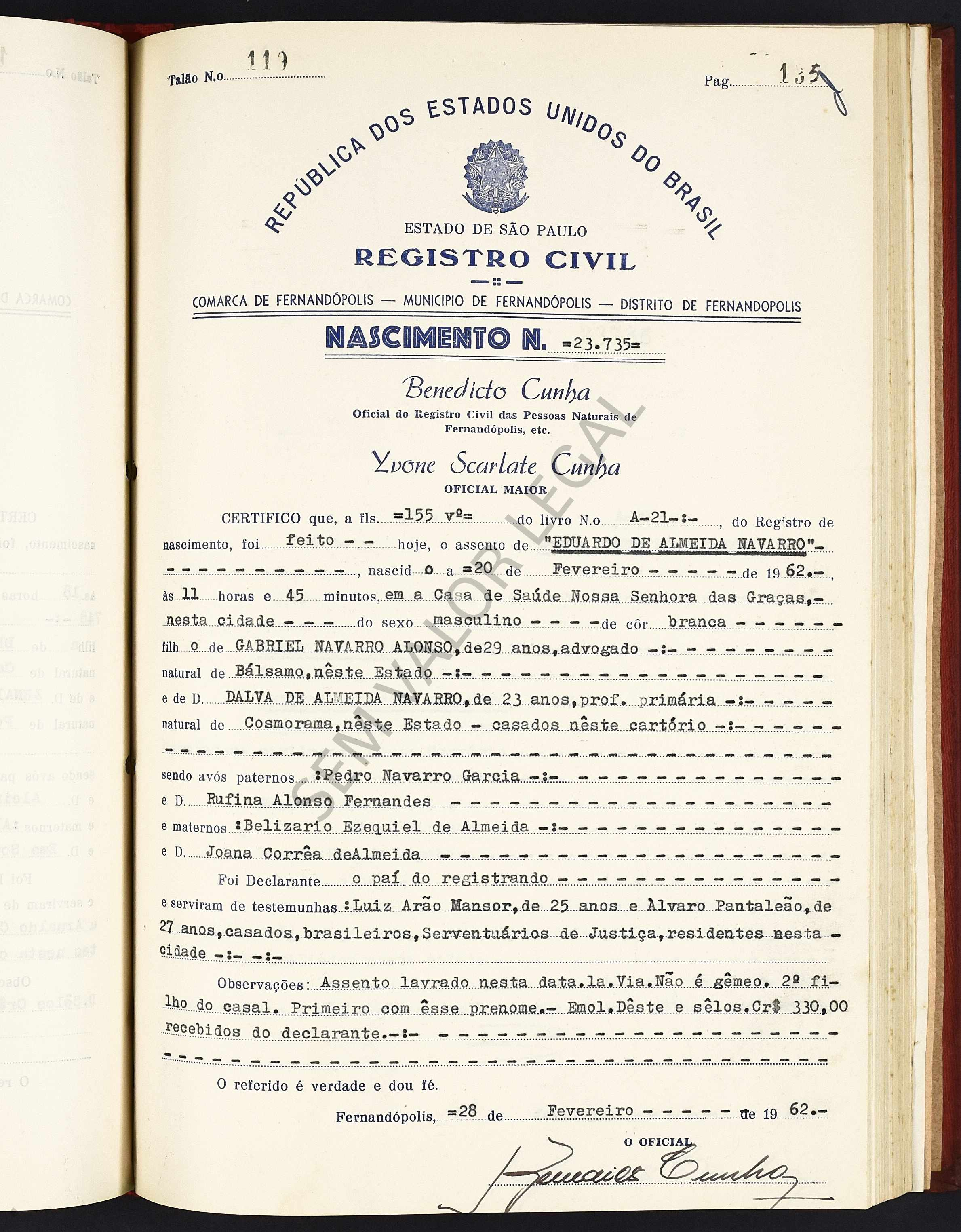
Certidão de nascimento assinada por um escrevente.

Escrevente extrajudicial, ou oficialmente, Escrevente Autorizado, é um cargo jurídico em cartórios de notas e de registros, responsável pelo recebimento e análise de documentos, elaboração de atos notariais, autenticação de documentos, realização de registros e averbações, além de outras atividades dentro do ramo. Quem nomeia um escrevente é o titular da serventia, ou seja, no Tabelionato de Notas, é o Tabelião, e no Cartório de Registros, é o Registrador.
O trabalho do Escrevente de Cartório é de extrema importância, uma vez que ele usa de sua fé pública para garantir a segurança jurídica e a validade dos documentos, além de sempre estar atento a todos os detalhes e ter um conhecimento aprofundado sobre as leis e normas que regem a atividade cartorária. Além disso, também exerce um papel importante na relação com os clientes. Ele atua esclarecendo dúvidas e orientando sobre os procedimentos necessários para a realização dos serviços oferecidos pelo cartório.
Apesar de ser um cargo supervisionado pelo Tribunal de Justiça de cada Estado, a partir da Constituição Federal de 1988 todos os trabalhadores contratados pelos cartórios estão sujeitos ao regime jurídico da Consolidação das Leis do Trabalho (CLT).

## Curiosidade
- Martinho da Vila já exerceu o cargo de escrevente.[3]